# 鍋屋町 (名古屋市)
鍋屋町（なべやちょう）は、愛知県名古屋市東区の地名。1976年（昭和51年）1月18日、同区泉二丁目および同三丁目に編入され、消滅。

## 地理

### 学区
- 中学校 - 名古屋市立冨士中学校
- 小学校 - 名古屋市立山吹小学校[4][5][6]

### 人口
国勢調査による人口の推移
| 1950年（昭和25年） | 634人  |  |
| 1955年（昭和30年） | 936人  |  |
| 1960年（昭和35年） | 1125人 |  |
| 1965年（昭和40年） | 1166人 |  |
| 1970年（昭和45年） | 1089人 |  |
| 1975年（昭和50年） | 931人  |  |

## 歴史

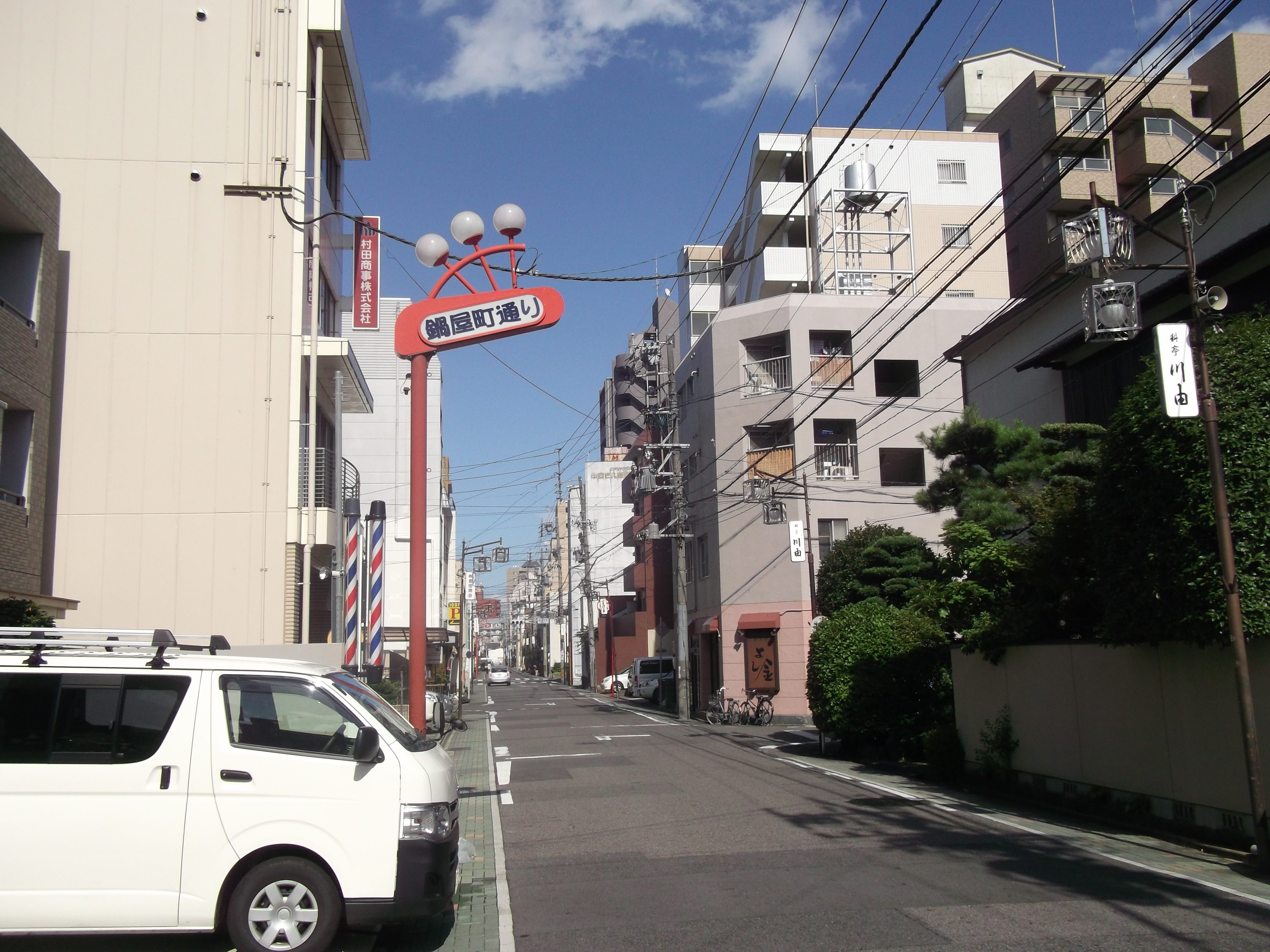
鍋屋町通（2014年8月）

かつては清洲城下町に鍋屋町（なべやまち）として所在したが、清洲越しにより当地に移転した町である。清洲時代は、清洲城の南東に位置したとされる。江戸時代の当町は、京町筋の善光寺筋より石垣屋横丁までを指していたが、明治4年（明治5年頃とする資料もある）近接していた新町と九十軒町を編入することで町域を変更している。鋳物師水野太郎左衛門家は春日井郡鍋屋上野村に居を構えていたが、文禄2年に清洲城下町に移住。3代目に至り当町の南側に移った。この水野家は、織田信長からの黒印状を永禄6年に与えられて以来、尾張藩領内における鋳物鋳造の権利を独占していた。

### 地名の由来
町内に鍋職が多く在住していたことによるという。

### 沿革
- 江戸時代 - 清洲越しにより、名古屋城下町の町人町として成立[7]。
- 明治5年頃 - 近接する新町・九十軒町を編入する[3]。
- 1878年（明治11年）12月20日 - 名古屋区成立に伴い、同区鍋屋町となる[3]。
- 1889年（明治22年）10月1日 - 名古屋市成立に伴い、同市鍋屋町となる[3]。
- 1908年（明治41年）4月1日 - 東区に編入され、同区鍋屋町となる[3]。
- 1910年（明治43年）1月10日 - 名古屋陶磁器貿易商工同業組合が設立される[8]。
- 1912年（明治45年）6月 - 水野合名会社（鍋釜鋳造業）が設立される[9]。
- 1976年（昭和51年）1月18日 - 東区泉二丁目および同三丁目にそれぞれ編入され、消滅[3]。